# 51-й саммит G7
51-й саммит «Большой семерки» (G7) — очередная встреча на высшем уровне, которая прошла с 15 по 17 июня 2025 года в деревне Кананаскис, в провинции Альберта, Канада.

## Предыстория

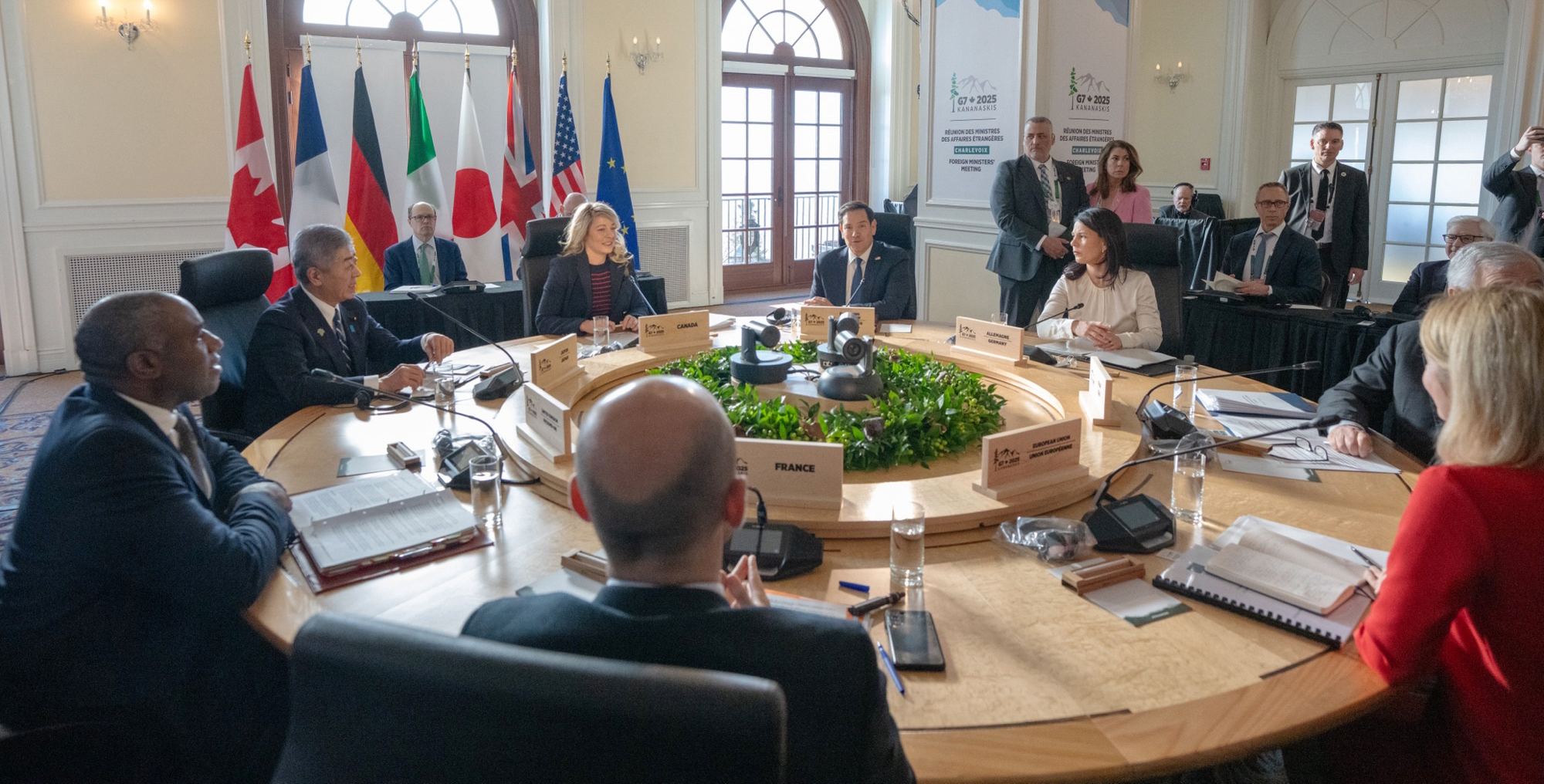
Рабочее заседание министров иностранных дел во время встречи в Шарлевуа, 13 марта 2025 года

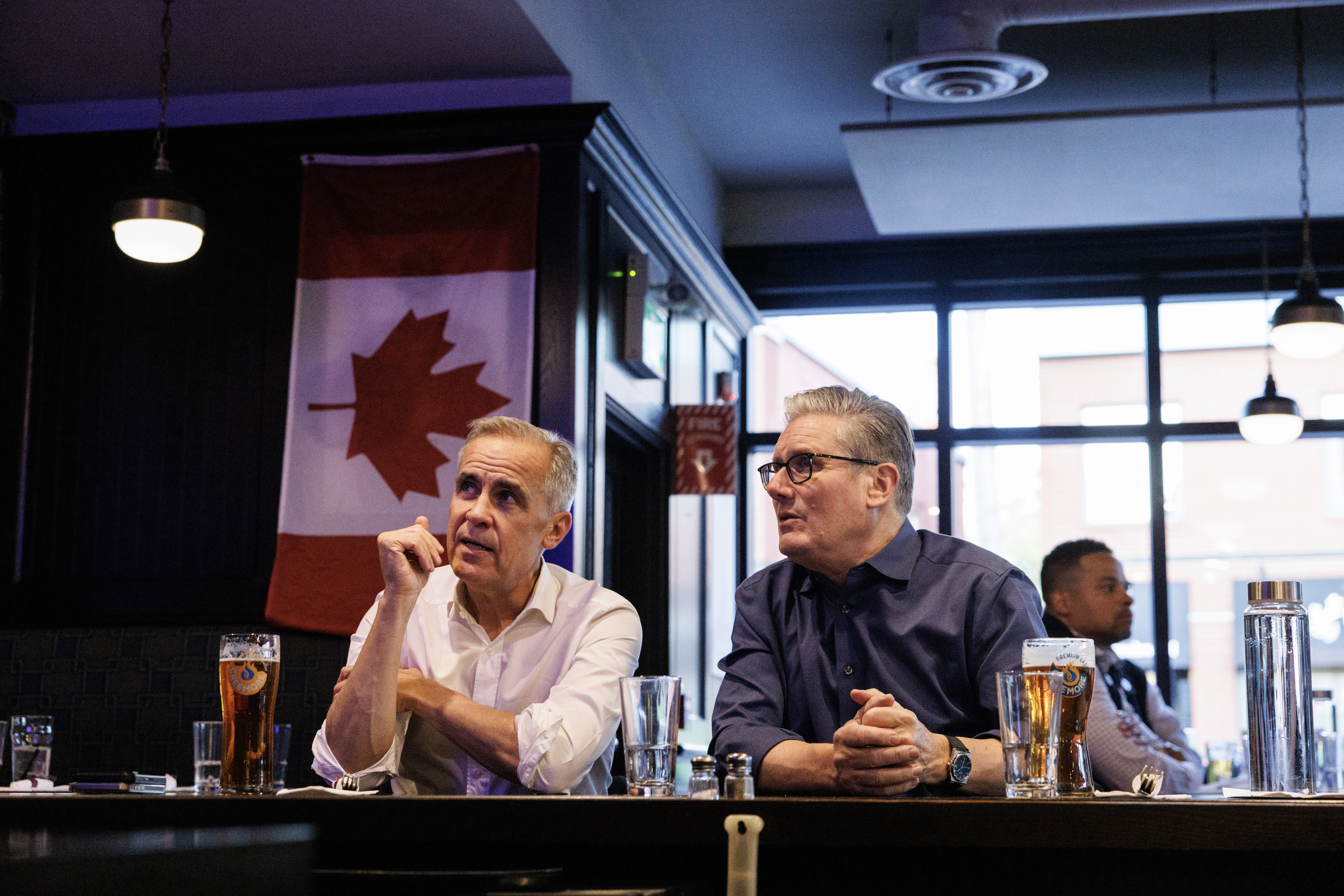
Премьер-министр Канады Марк Карни с премьер-министром Великобритании Киром Стармером в пабе Royal Oak в Оттаве, 14 июня 2025 года

Во время встречи министров иностранных дел G7 в Шарлевуа (12—14 марта 2025 года) были достигнуты соглашения по следующим направлениям:
- Долгосрочное благополучие и безопасность Украины.
- Региональный мир и стабильность на Ближнем Востоке.
- Сотрудничество по укреплению безопасности и устойчивости в Индо-Тихоокеанском регионе.
- Стабилизация ситуации на Гаити и в Венесуэле.
- Поддержка устойчивого мира в Судане и Демократической Республике Конго.
- Ужесточение санкций и противодействие гибридной войне и диверсиям.

14 июня премьер-министры Канады Марк Карни и Великобритании Кир Стармер провели двустороннюю встречу в Оттаве. По пути Стармер заявил, что «Канада — независимая, суверенная страна и важный член Содружества», отреагировав на угрозы президента Трампа об аннексии Канады как 51-го штата. По прибытии Стармер поужинал с Карни в его официальной резиденции Rideau Cottage, после чего они вместе посмотрели матч НХЛ между «Эдмонтоном» и «Флоридой».
Стороны договорились о создании Рабочей группы по экономике и торговле и об углублении Соглашения о торговой преемственности, а также о том, что Канада ратифицирует присоединение Великобритании к ВПТТП. Это была первая международная встреча высокого уровня после начала конфликта между Израилем и Ираном в 2025 году; Стармер начал дипломатические усилия по снижению напряжённости на Ближнем Востоке.

## Участники
Саммит 2025 года станет первым саммитом для премьер-министра Великобритании Кира Стармера, премьер-министра Канады Марк Карни, канцлера Германии Фридриха Мерца и премьер-министра Японии Сигэру Исиба. Это также будет первый саммит для Президента США Дональд Трамп после 45-го саммита G7 в 2019 году. Запланированный 46-й саммит G7 в 2020 году был отменен из-за пандемии COVID-19.
В мае президент Мексики Клаудия Шейнбаум получила приглашение на саммит. Она заявила журналистам, что ещё не приняла окончательного решения, но заявила, что её присутствие возможно.
30 мая президент Бразилии Луис Инасиу Лула да Силва также получил приглашение и, принял участие на саммите.
В июне наследный принц Саудовской Аравии Мухаммед бин Салман был приглашён, однако 12 июня подтвердилось, что он не поедет.
Президент Индонезии Прабово Субианто изначально согласился на приглашение, направленное ему Марком Карни. Однако 12 июня он объявил, что пропустит саммит и вместо этого встретится с премьер-министром Сингапура Лоуренсом Вонгом и президентом России Владимиром Путиным.
| Страна           | Представитель        | Должность                        |
| Канада           | Марк Карни           | Премьер-министр                  |
| Франция          | Эмманюэль Макрон     | Президент                        |
| Германия         | Фридрих Мерц         | Канцлер                          |
| Италия           | Джорджа Мелони       | Премьер-министр                  |
| Япония           | Сигэру Исиба         | Премьер-министр                  |
| Великобритания   | Кир Стармер          | Премьер-министр                  |
| США              | Дональд Трамп        | Президент                        |
| Европейский союз | Урсула фон Дер Ляйен | Председатель Еврокомиссии        |
| Европейский союз | Антониу Кошта        | Председатель Европейского совета |

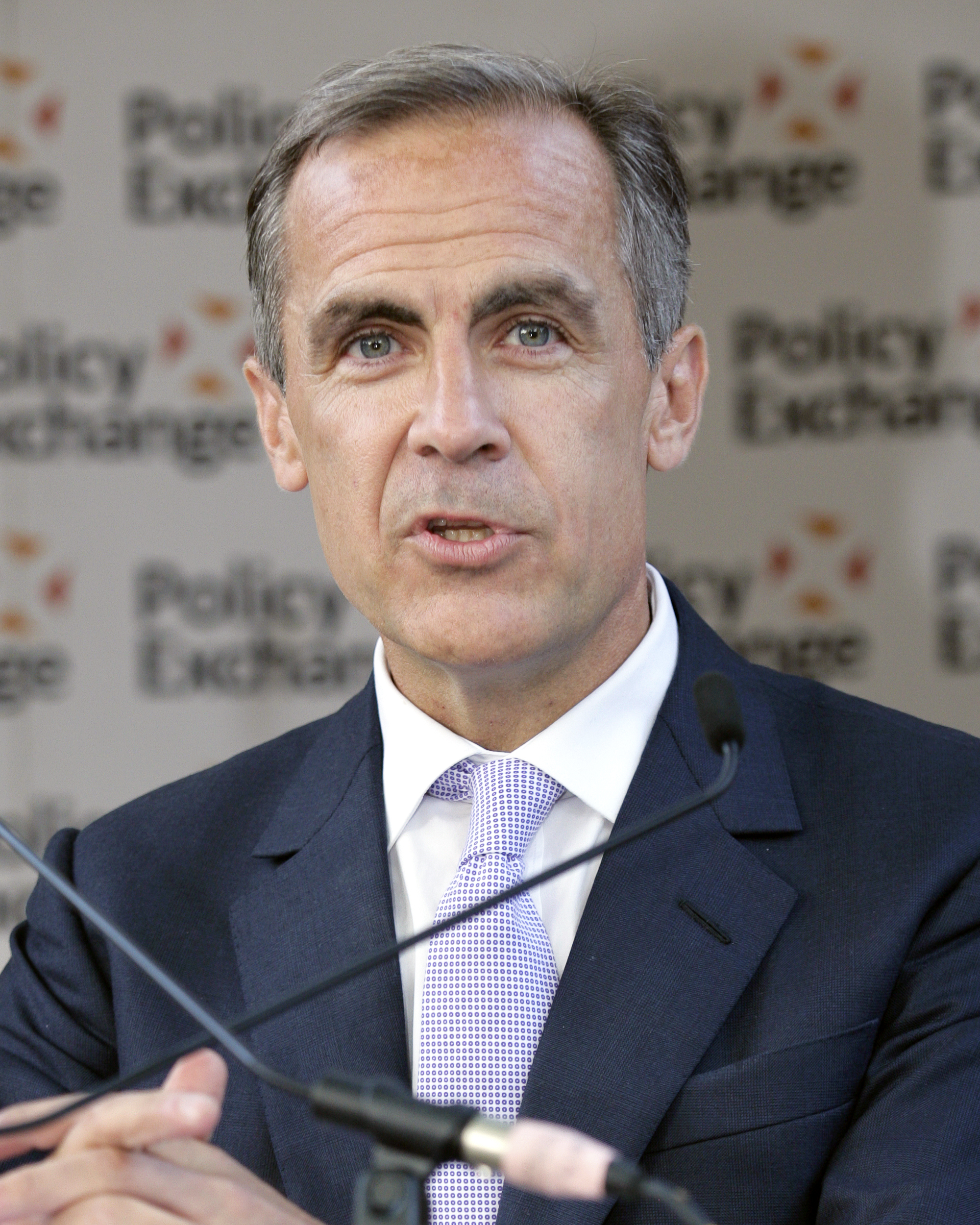
Премьер-министр Канады Марк Карни (хозяин саммита)
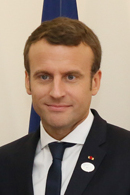
Президент Франции Эмманюэль Макрон
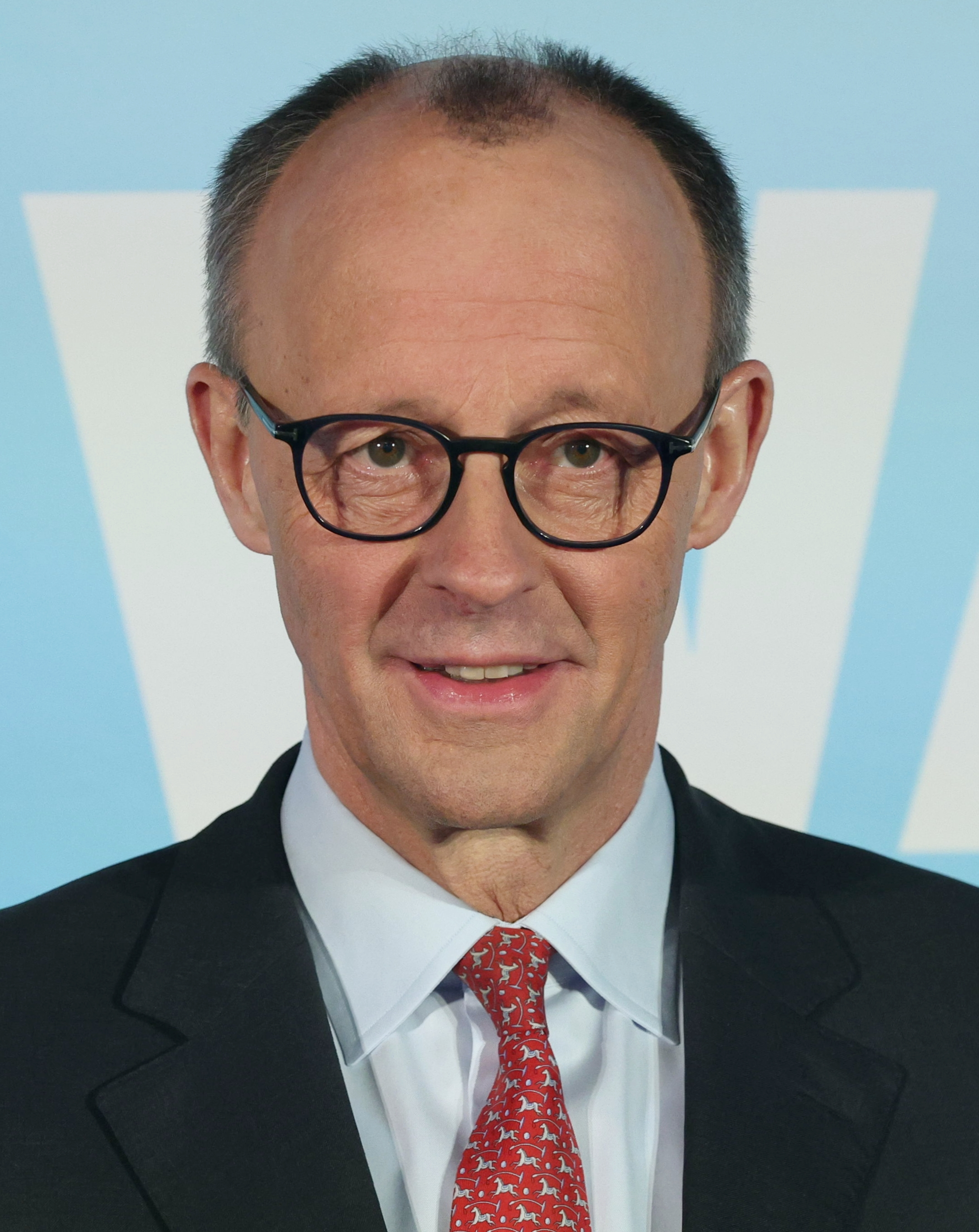
Германия Федеральный канцлер Германии Фридрих Мерц
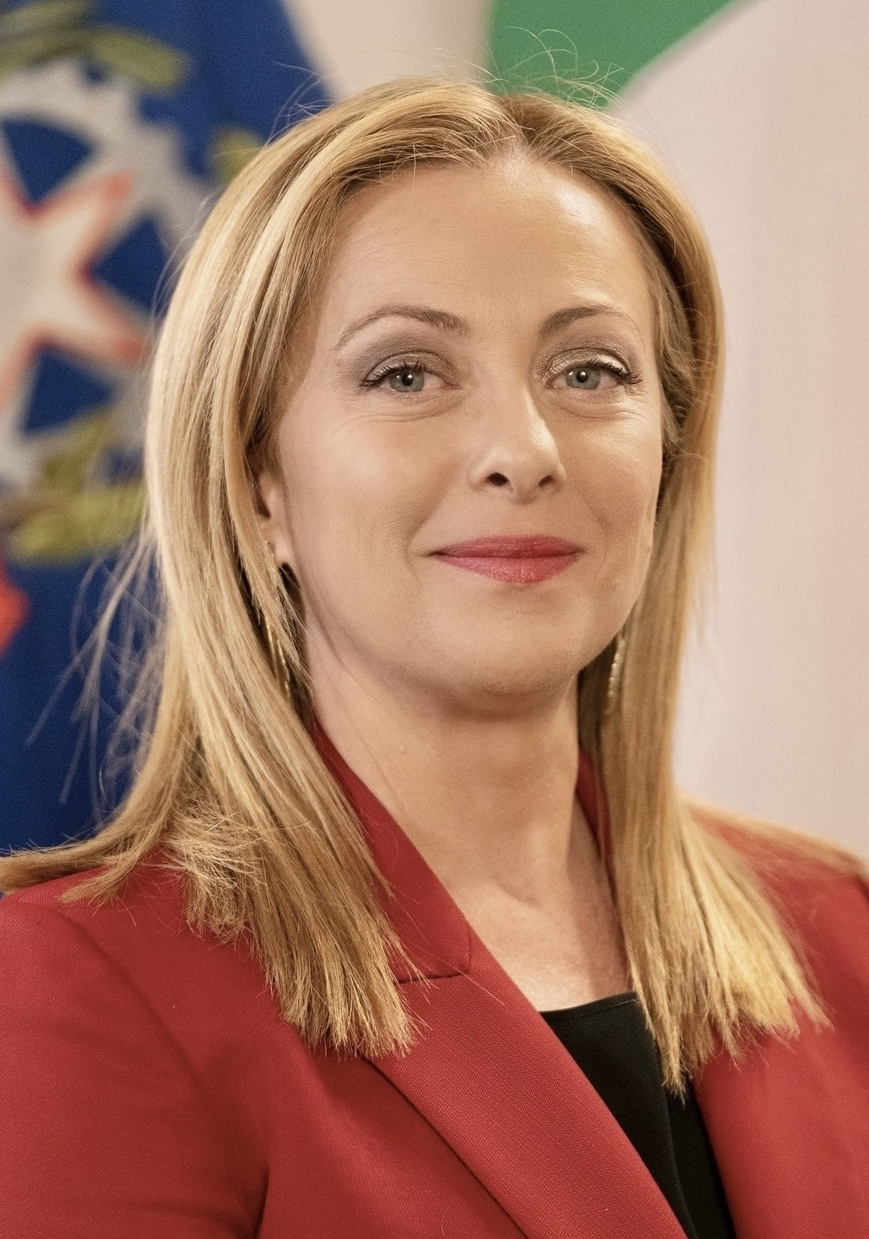
Премьер-министр Италии Джорджа Мелони
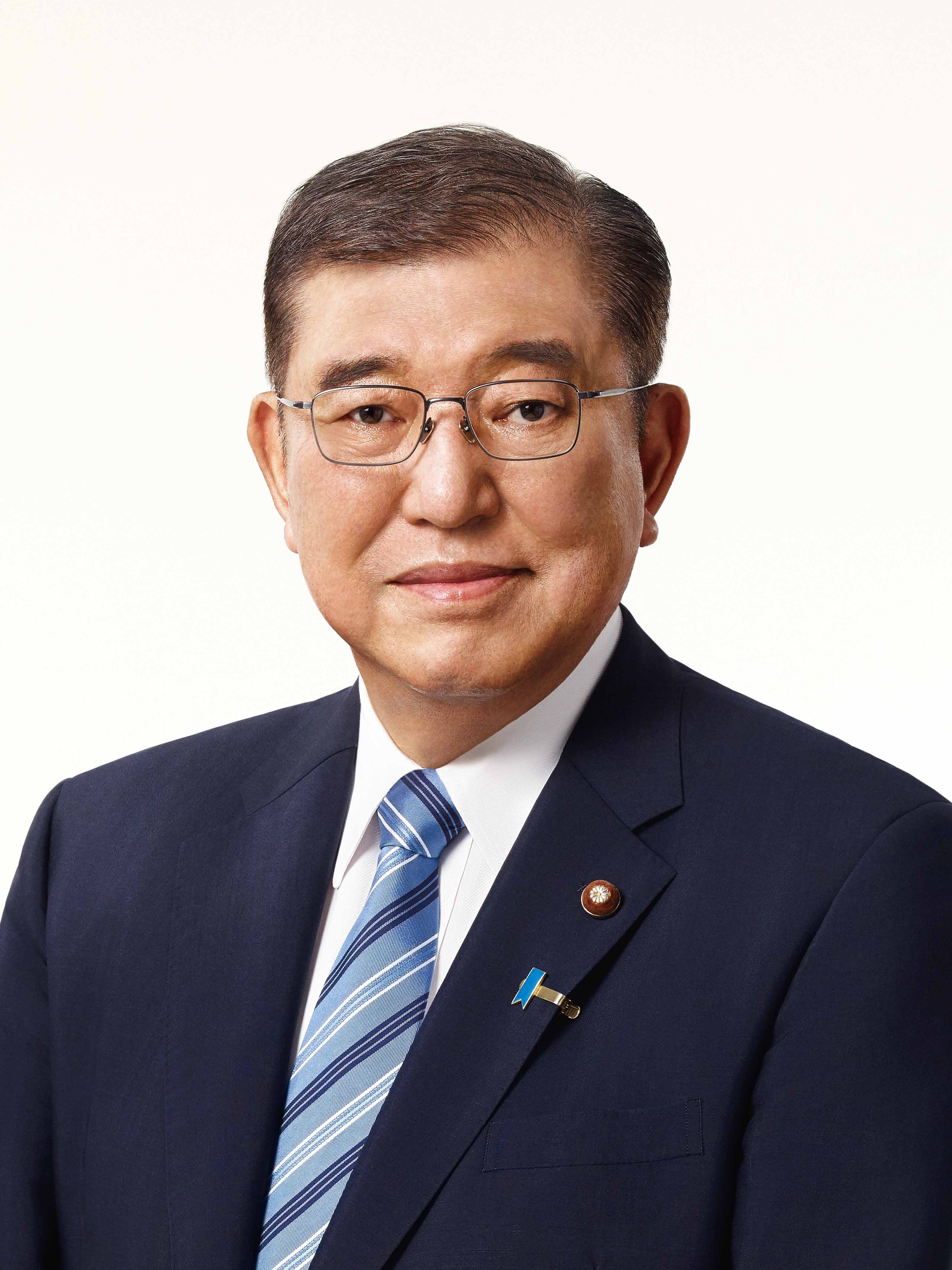
Премьер-министр Японии Сигэру Исиба
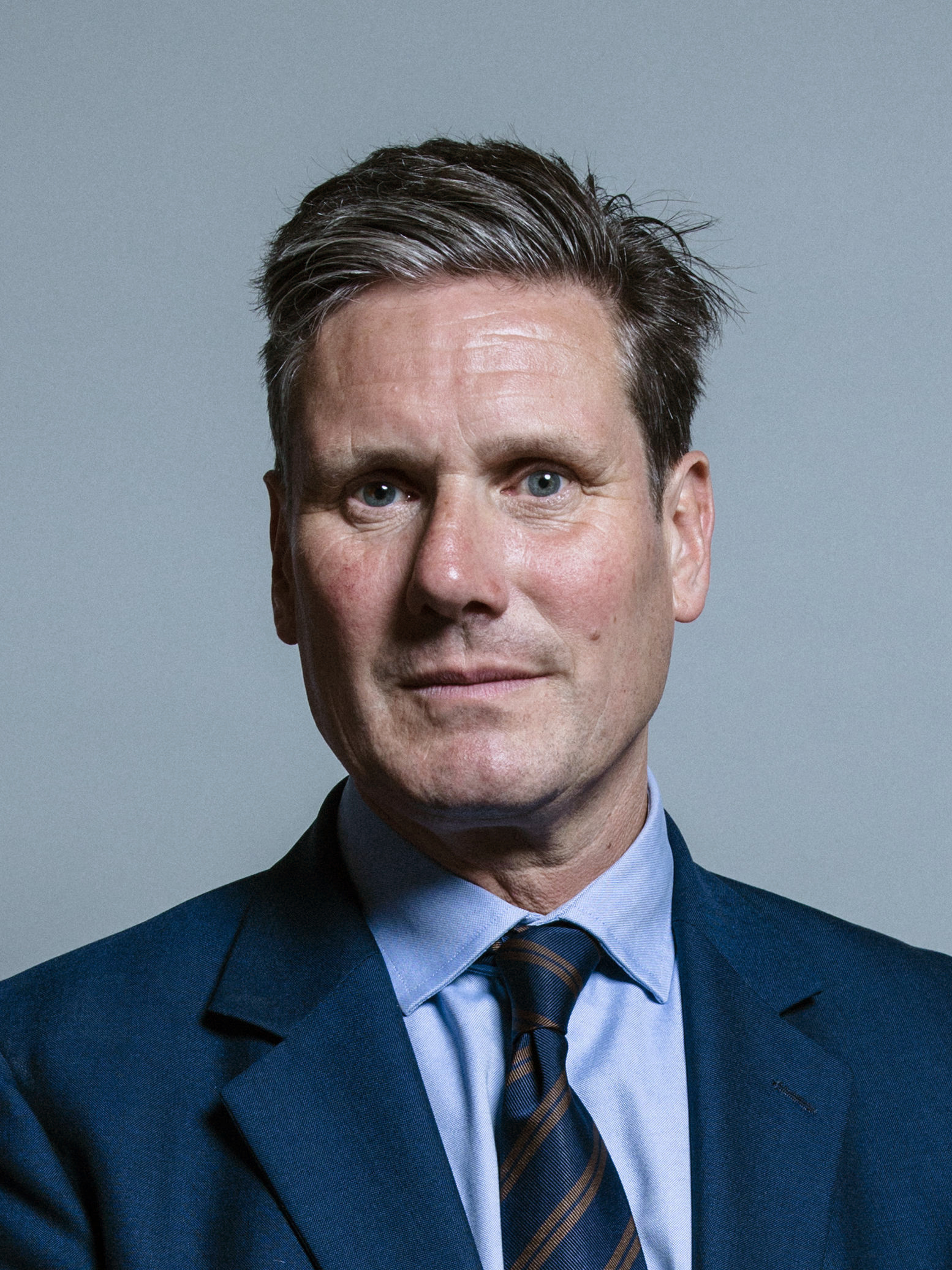
Премьер-министр Великобритании Кир Стармер
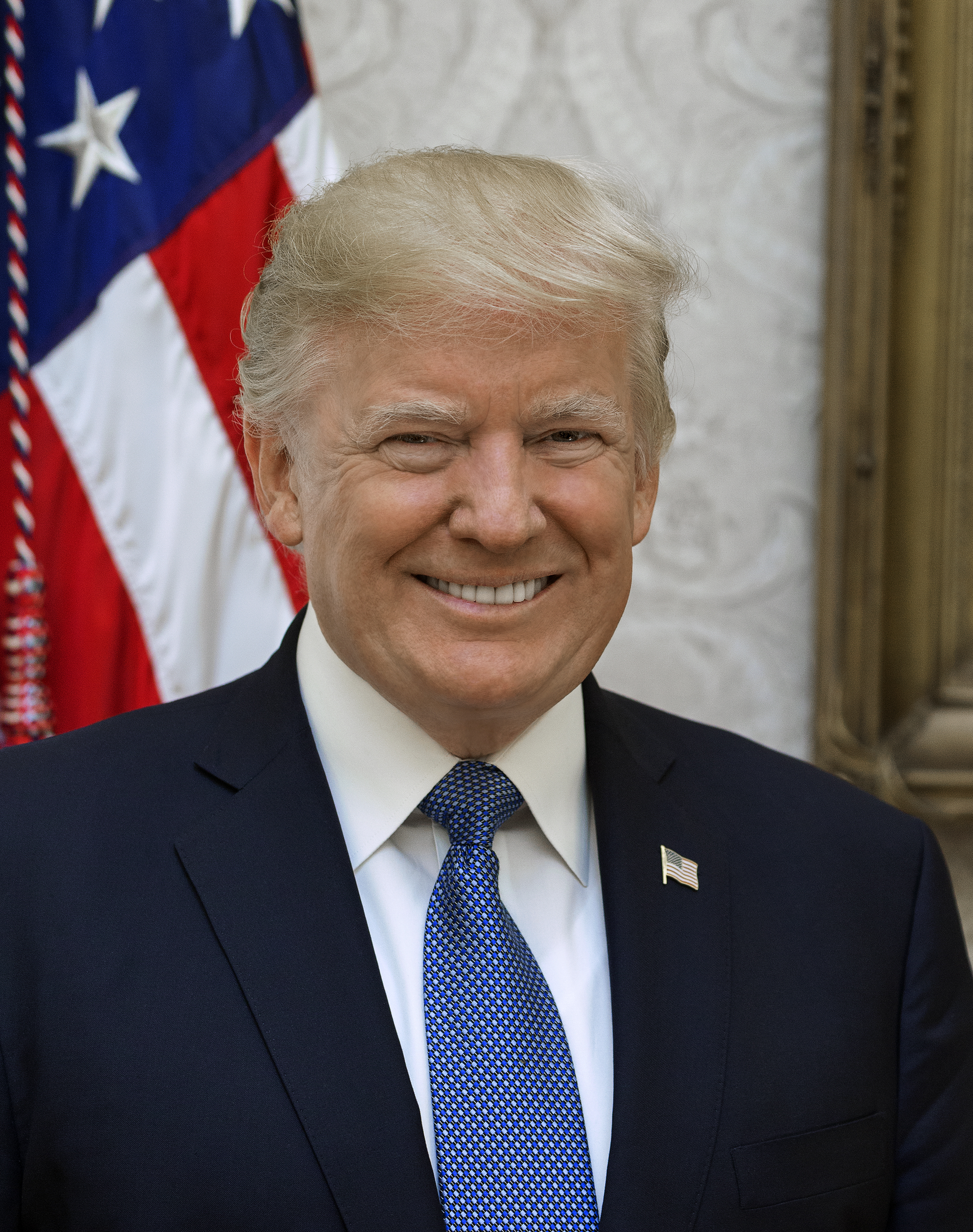
Президент США Дональд Трамп
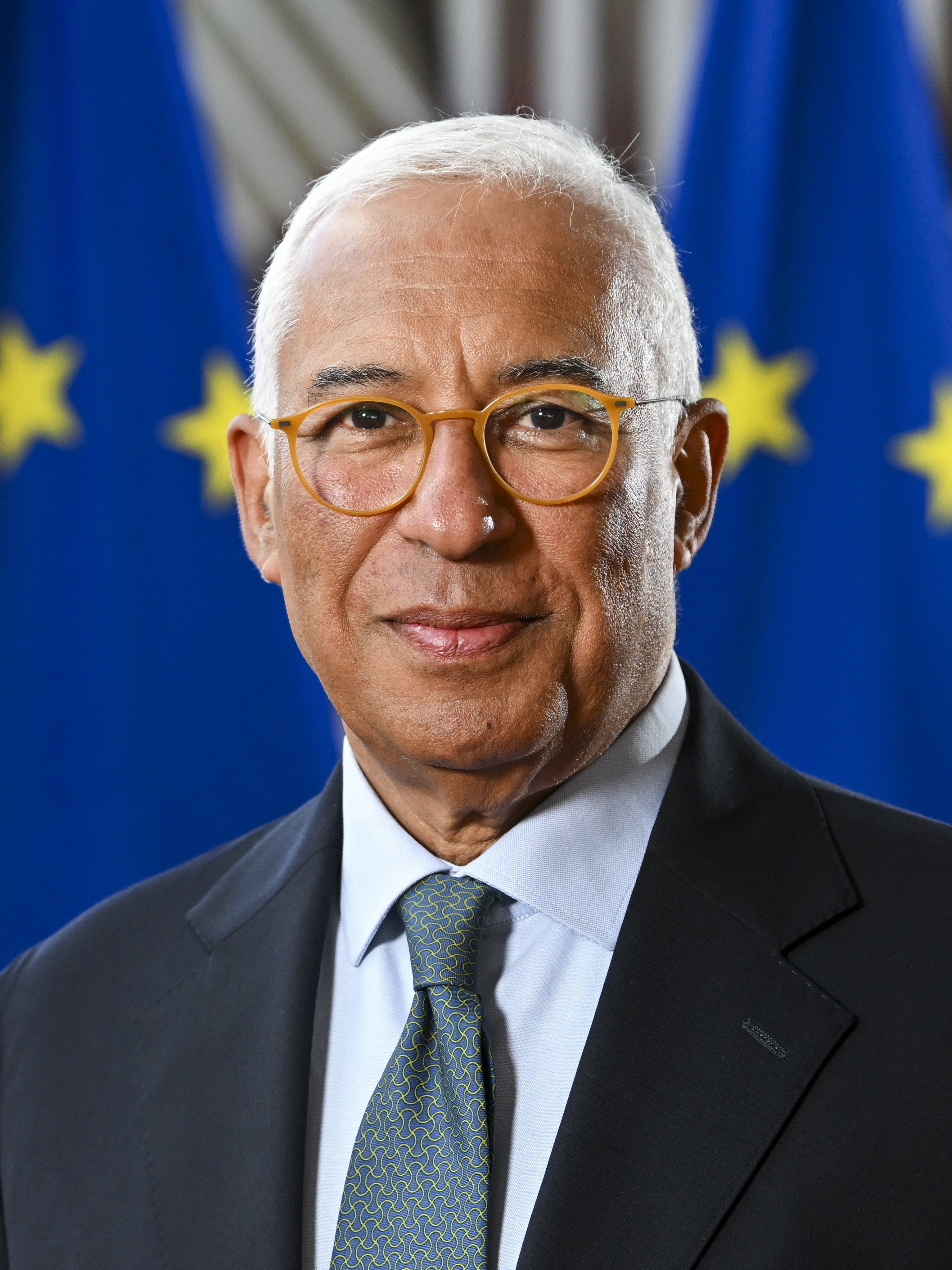
Председатель Европейского совета  Антониу Кошта
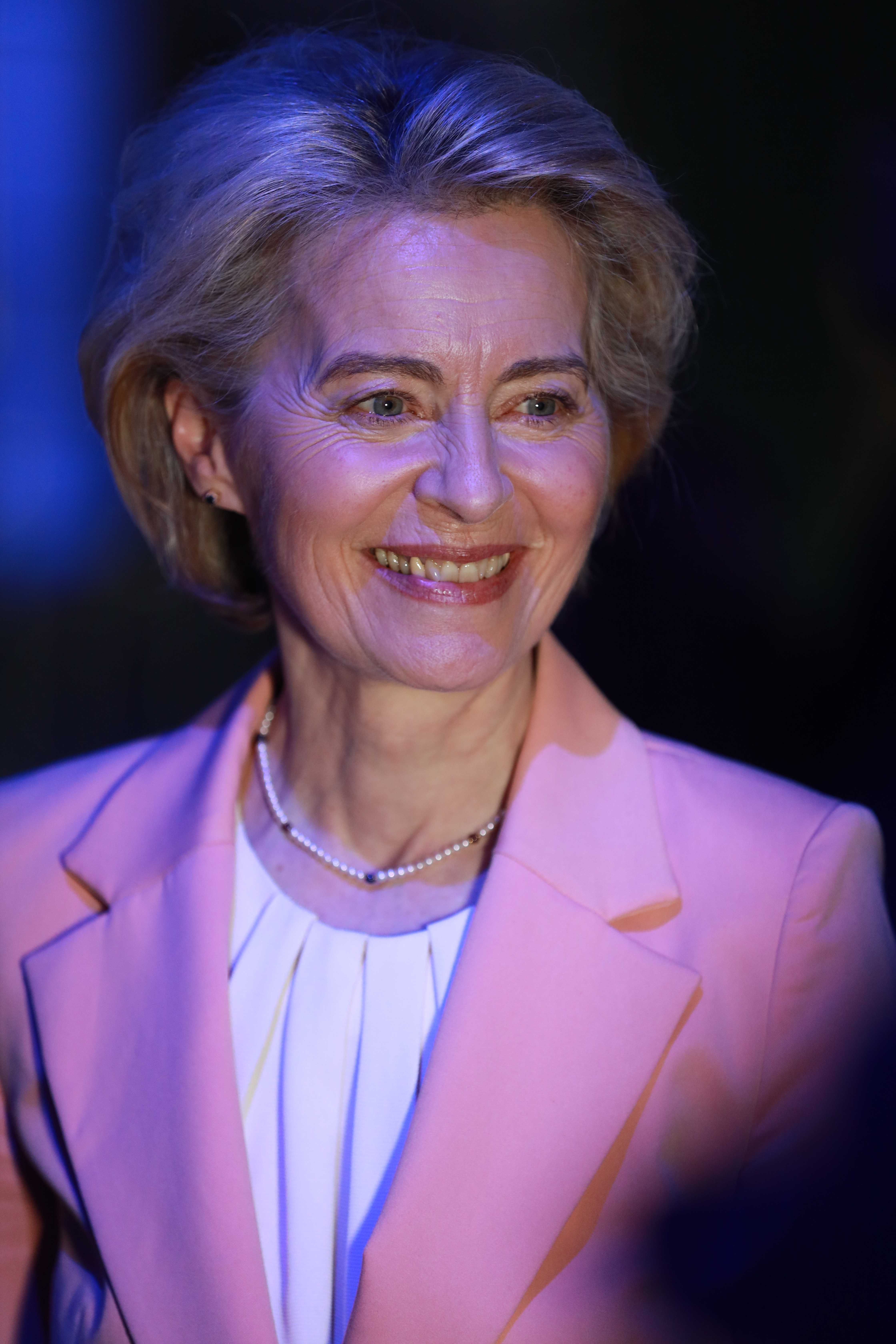
Председатель Европейской комиссии Урсула фон дер Ляйен

## Приглашенные
В качестве приглашенных на саммит прислали представителей (глав государств) Австралия, Бразилия, Индия, Южная Корея, Мексика, Украина и ЮАР.
| Страна           | Представитель             | Должность       |
| Австралия        | Энтони Албаниз            | Премьер-министр |
| Бразилия         | Луис Инасиу Лула да Силва | Президент       |
| Индия            | Нарендра Моди             | Премьер-министр |
| Республика Корея | Ли Чжэ Мён                | Президент       |
| Мексика          | Клаудия Шейнбаум          | Президент       |
| Украина          | Владимир Зеленский        | Президент       |
| ЮАР              | Сирил Рамафоса            | Президент       |

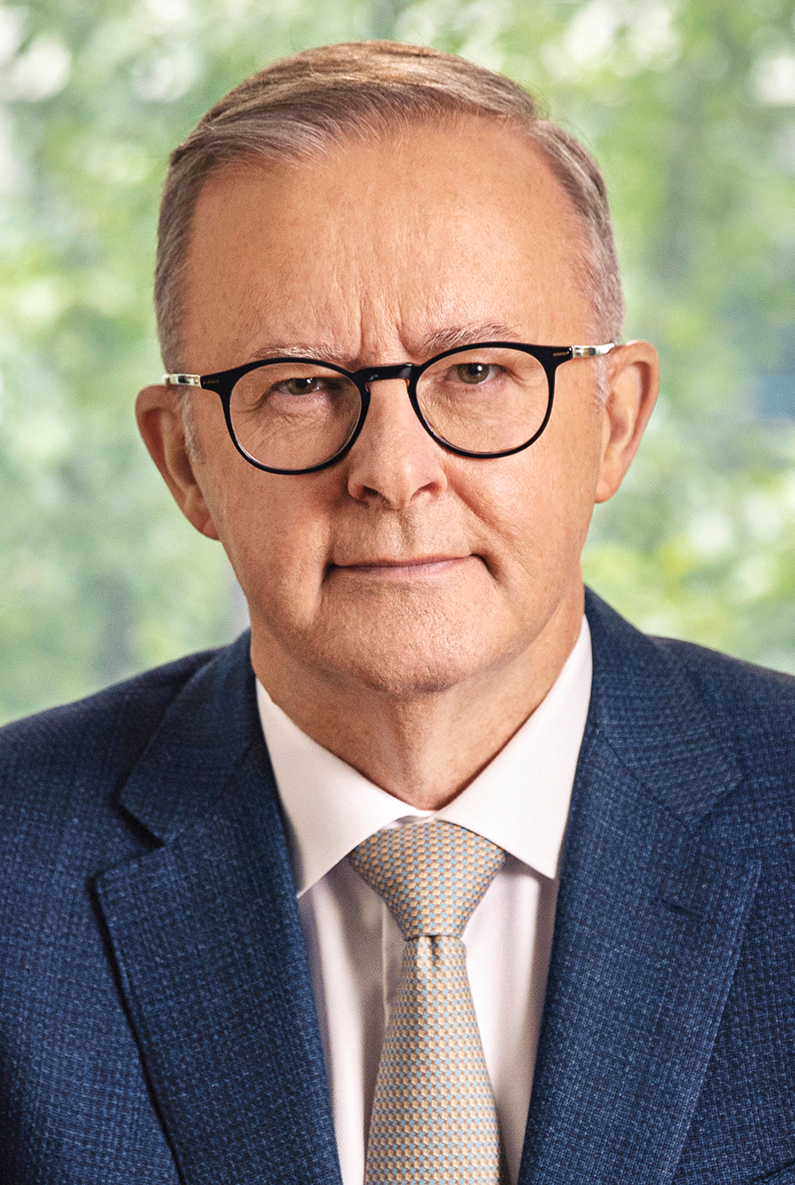
Премьер-министр Австралии Энтони Албаниз
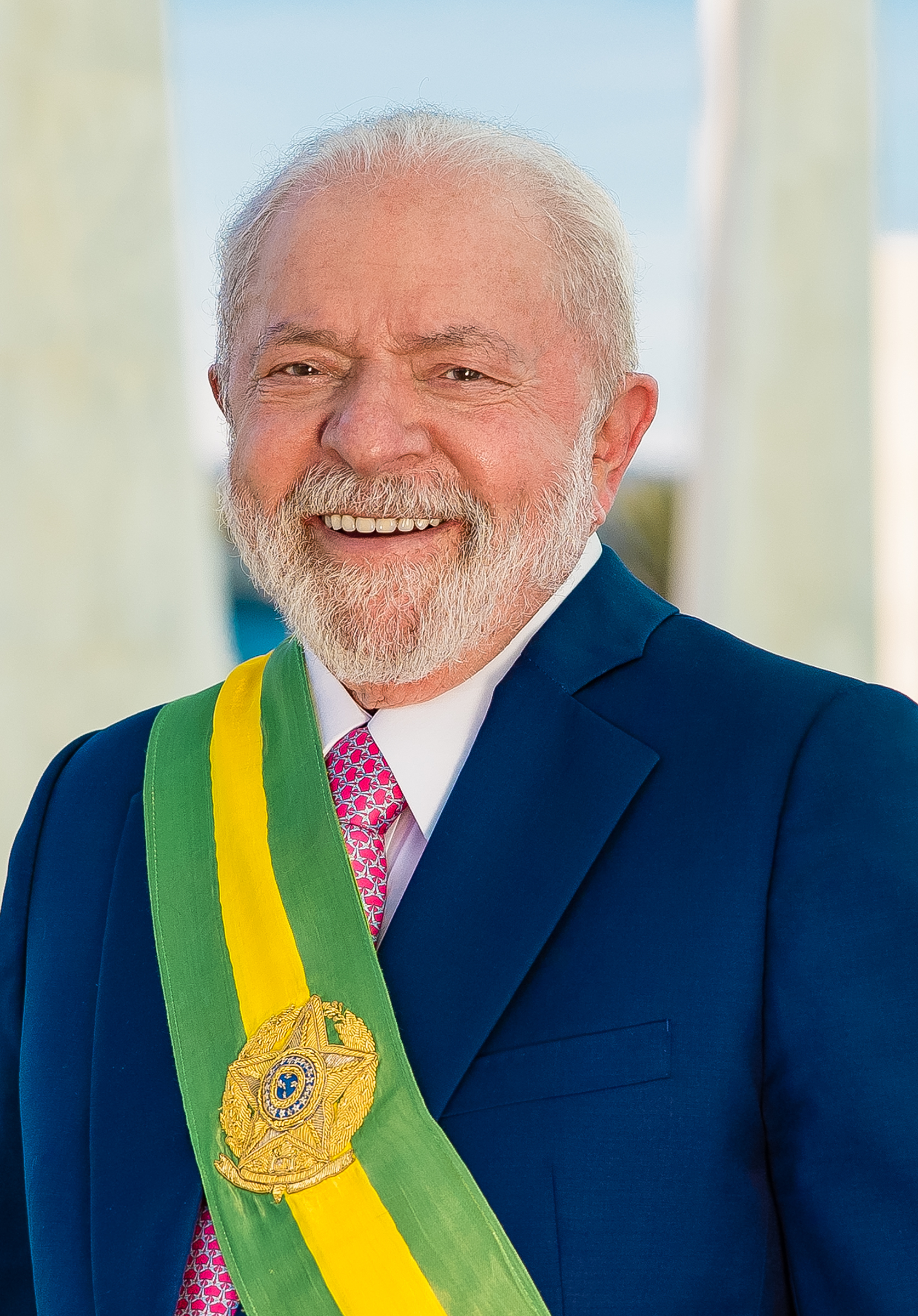
Президент Бразилии Луис Инасиу Лула да Силва
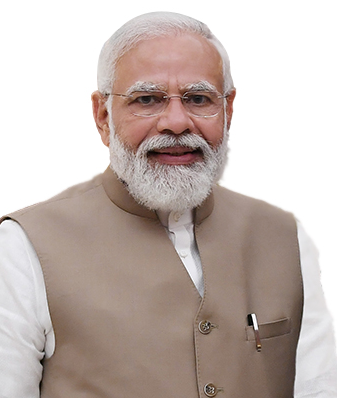
Премьер-министр Индии Нарендра Моди
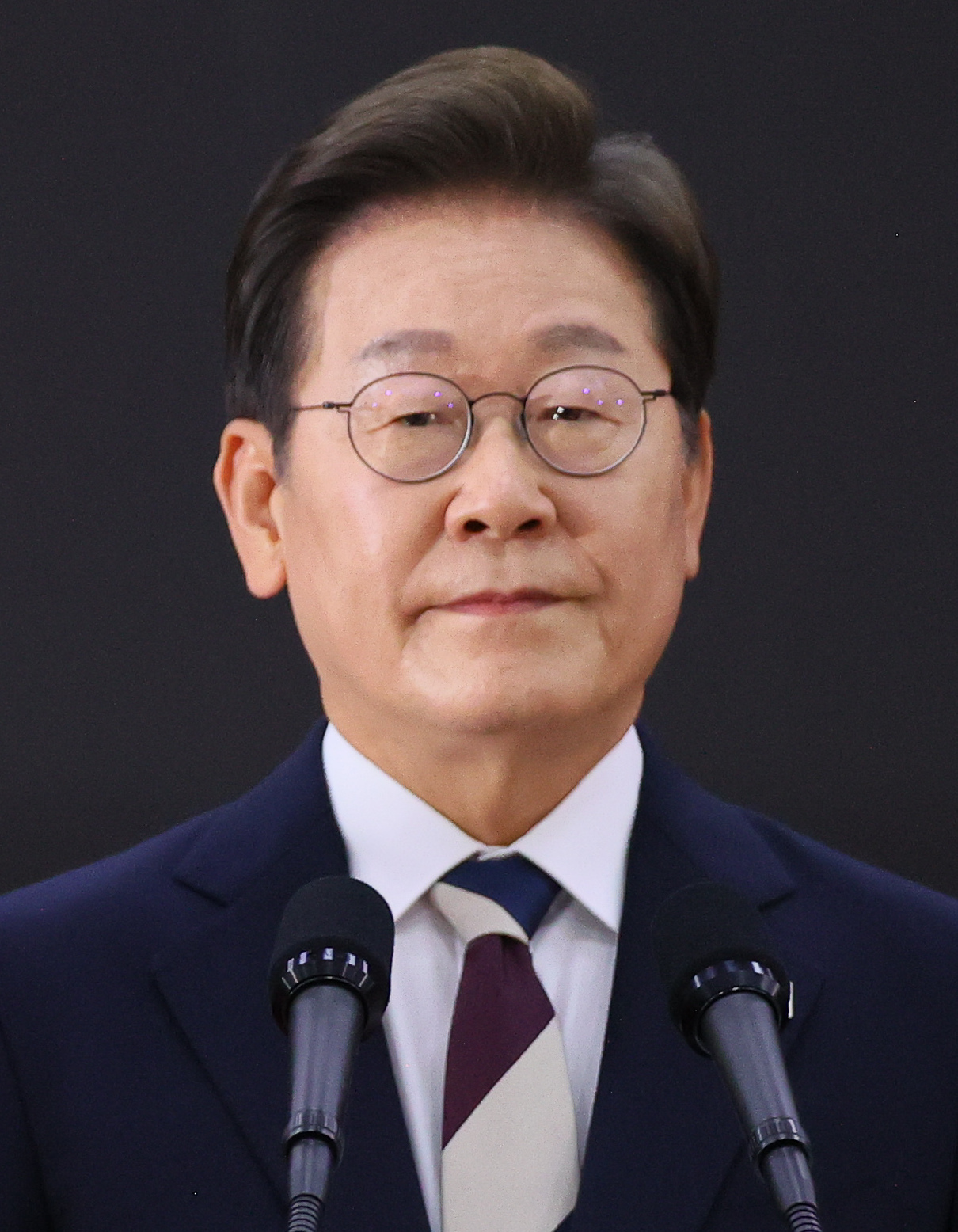
Президент Республики Корея Ли Чжэ Мён
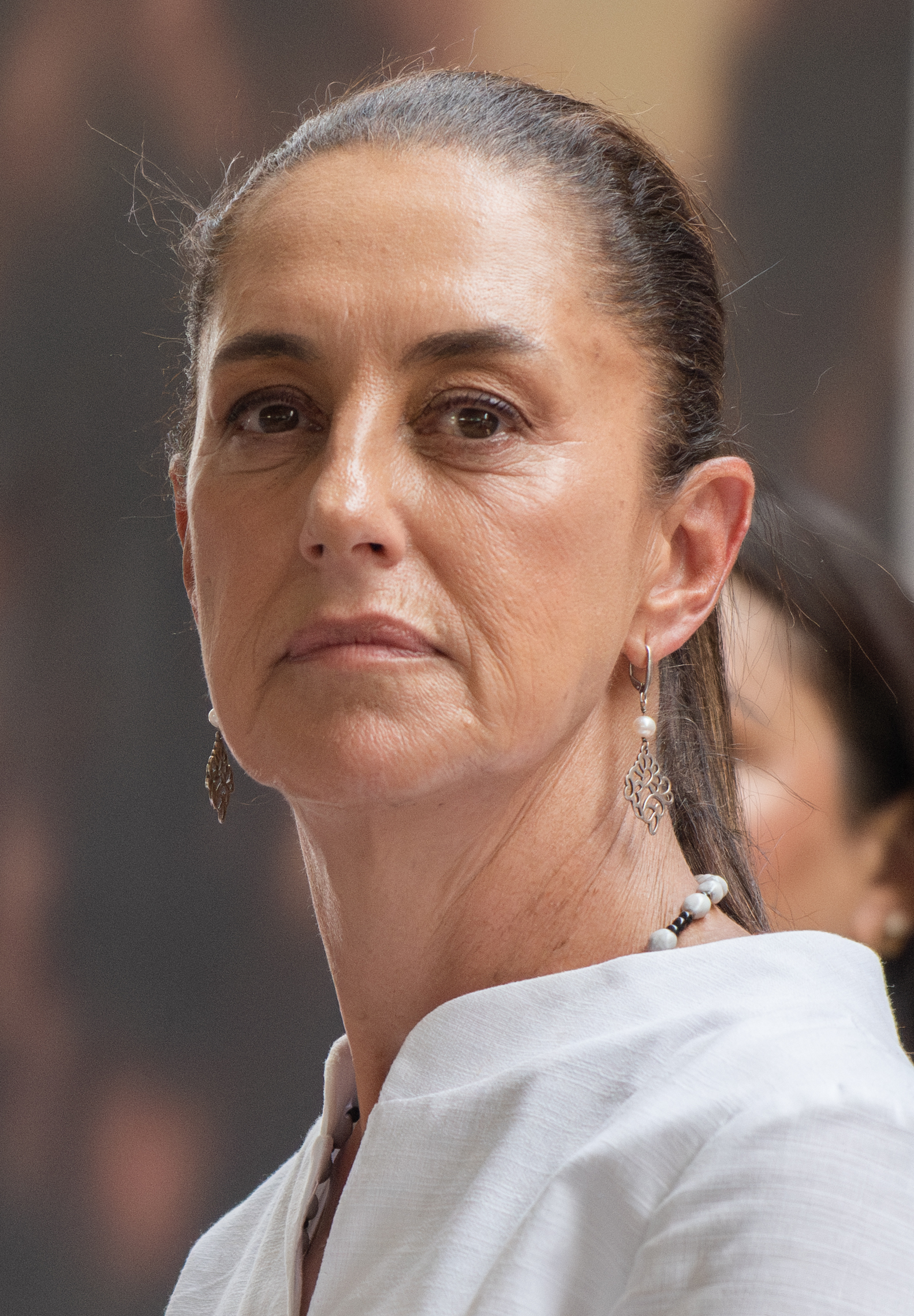
Президент Мексики Клаудия Шейнбаум
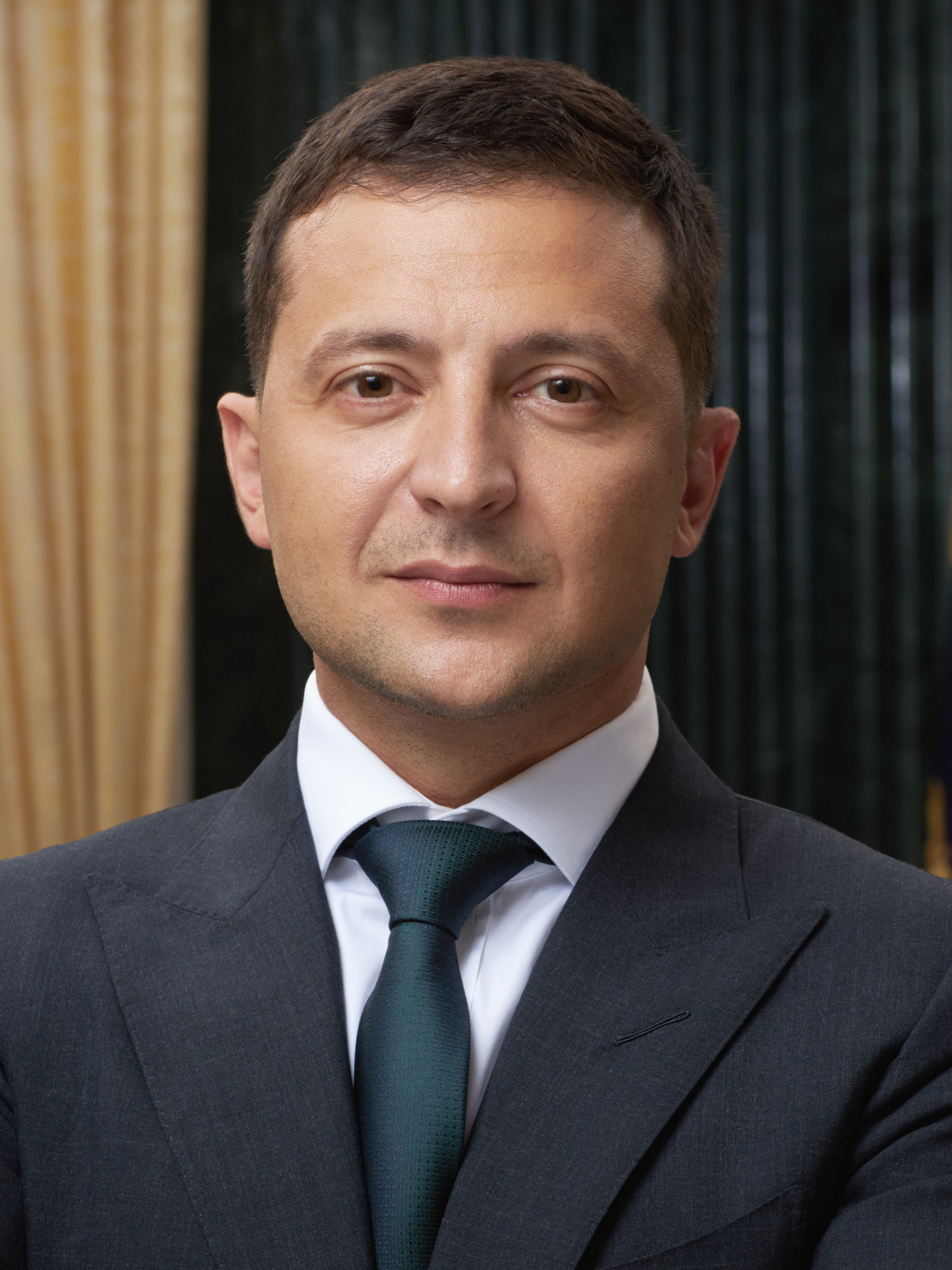
Президент Украины Владимир Зеленский
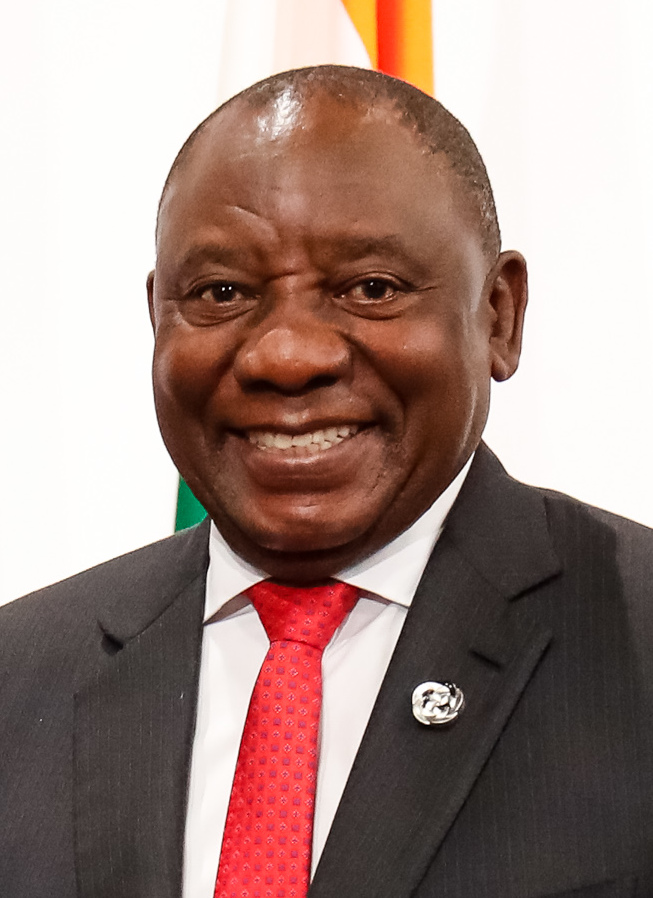
Президент ЮАР Сирил Рамафоса

## Тема саммита

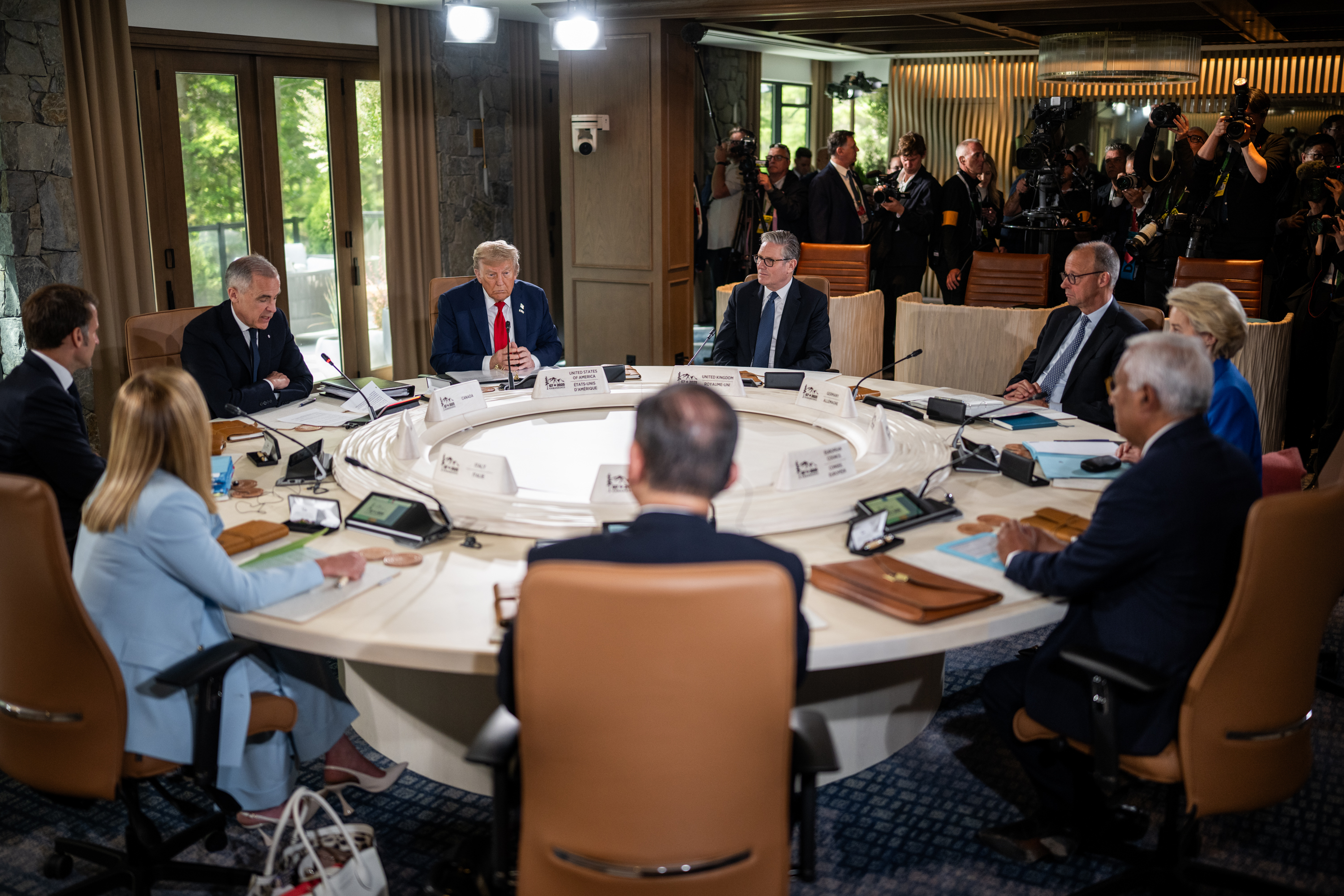
Рабочее заседание участников «Большой семёрки», 16 июня 2025 года

Данный саммит «Большой семёрки», проходивший с 15 по 17 июня 2025 года в Кананаскисе, был посвящён трём основным направлениям:
- Защита сообществ по всему миру — с акцентом на глобальную безопасность, устойчивость к климатическим и гуманитарным кризисам, а также поддержку демократических ценностей[18].
- Обеспечение энергетической безопасности и ускорение цифрового перехода — обсуждались меры по снижению зависимости от ископаемого топлива, развитие чистых технологий и регулирование искусственного интеллекта[18].
- Закрепление партнёрства будущего — включало укрепление сотрудничества с государствами Глобального Юга, модернизацию международных институтов и расширение экономических связей[19].

Особое внимание было уделено текущим геополитическим вызовам, включая продолжающуюся войну на Украине и обострение конфликта между Израилем и Ираном.
После начала военных действий между Израилем и Ираном президент США Дональд Трамп заявил, что вынужден покинуть саммит для координации ответа США на конфликт, что повлекло отмену некоторых запланированных встреч с мировыми лидерами.
16 июня 2025 года лидеры G7 выпустили совместное заявление: «Мы подтверждаем право Израиля на самооборону. Мы вновь заявляем о нашей поддержке безопасности Израиля. Иран является главным источником региональной нестабильности и террора».

## Совместное заявление по Украине
Из-за позиции США участники саммита не сделали совместного заявления по Украине. Представители Канады заявили, что США хотели ослабить заявление, что было бы несправедливо по отношению к Украине.
Владимир Зеленский покинул встречу, заявив, что «дипломатия находится в кризисе».